# NK GOŠK – Dubrovnik 1919
NK GOŠK – Dubrovnik 1919 je hrvatski nogometni klub iz grada Dubrovnika, Dubrovačko-neretvanska županija. Nastao je 2015. spajanjem klubova  "GOŠK" i "Dubrovnik 1919".  
 
U sezoni 2024./25. GOŠK – Dubrovnik 1919 (naveden i kao "GOŠK Dubrovnik") se natječe u 3. NL – Jug, ligi četvrtog stupnja hrvatskog nogometnog prvenstva.

## O klubu
Naziv je dobio 2015. godine spajanjem imena dva dubrovačka kluba – NK "GOŠK" i HNK "Dubrovnik 1919".

## Uspjesi
1. ŽNL Dubrovačko-neretvanska
- prvak: 2015./16.

Kup Županijskog nogometnog saveza Dubrovačko-neretvanske županije
- osvajač: 2019./20.

## Pregled plasmana po sezonama
| sezona                                      | rang lige                                   | liga                                        | dio                                         | poz.                                        | klubova u ligi                              | ut                                          | pob                                         | ner                                         | por                                         | gol+                                        | gol-                                        | bod                                         | napomene                                    | izvori                                      |
| GOŠK – Dubrovnik 1919 / GOŠK Dubrovnik 1919 | GOŠK – Dubrovnik 1919 / GOŠK Dubrovnik 1919 | GOŠK – Dubrovnik 1919 / GOŠK Dubrovnik 1919 | GOŠK – Dubrovnik 1919 / GOŠK Dubrovnik 1919 | GOŠK – Dubrovnik 1919 / GOŠK Dubrovnik 1919 | GOŠK – Dubrovnik 1919 / GOŠK Dubrovnik 1919 | GOŠK – Dubrovnik 1919 / GOŠK Dubrovnik 1919 | GOŠK – Dubrovnik 1919 / GOŠK Dubrovnik 1919 | GOŠK – Dubrovnik 1919 / GOŠK Dubrovnik 1919 | GOŠK – Dubrovnik 1919 / GOŠK Dubrovnik 1919 | GOŠK – Dubrovnik 1919 / GOŠK Dubrovnik 1919 | GOŠK – Dubrovnik 1919 / GOŠK Dubrovnik 1919 | GOŠK – Dubrovnik 1919 / GOŠK Dubrovnik 1919 | GOŠK – Dubrovnik 1919 / GOŠK Dubrovnik 1919 | GOŠK – Dubrovnik 1919 / GOŠK Dubrovnik 1919 |
| ------------------------------------------- | ------------------------------------------- | ------------------------------------------- | ------------------------------------------- | ------------------------------------------- | ------------------------------------------- | ------------------------------------------- | ------------------------------------------- | ------------------------------------------- | ------------------------------------------- | ------------------------------------------- | ------------------------------------------- | ------------------------------------------- | ------------------------------------------- | ------------------------------------------- |
| 2015./16.                                   | IV.                                         | 1. ŽNL Dubrovačko-neretvanska               |                                             | 1.                                          | 12                                          | 22                                          | 17                                          | 3                                           | 2                                           | 45                                          | 7                                           | 54                                          |                                             |                                             |
| 2016./17.                                   | III.                                        | 3. HNL – Jug                                |                                             | 10.                                         | 18                                          | 34                                          | 13                                          | 7                                           | 14                                          | 40                                          | 43                                          | 46                                          |                                             |                                             |
| 2017./18.                                   | III.                                        | 3. HNL – Jug                                |                                             | 10.                                         | 16                                          | 30                                          | 9                                           | 9                                           | 12                                          | 34                                          | 41                                          | 36                                          |                                             |                                             |
| 2018./19.                                   | III.                                        | 3. HNL – Jug                                |                                             | 6.                                          | 16                                          | 30                                          | 12                                          | 8                                           | 10                                          | 42                                          | 34                                          | 44                                          |                                             |                                             |
| 2019./20.                                   | III.                                        | 3. HNL – Jug                                |                                             | 5.                                          | 16                                          | 18                                          | 8                                           | 5                                           | 5                                           | 24                                          | 23                                          | 29                                          | prekinuto zbog pandemije COVID-19           |                                             |
| 2020./21.                                   | III.                                        | 3. HNL – Jug                                |                                             | 12.                                         | 17                                          | 32                                          | 12                                          | 6                                           | 14                                          | 45                                          | 47                                          | 42                                          |                                             |                                             |
| 2020./21.                                   | III.                                        | 3. HNL – Jug                                |                                             | 12.                                         | 18                                          | 34                                          | 11                                          | 10                                          | 13                                          | 35                                          | 34                                          | 43                                          |                                             |                                             |
| 2020./21.                                   | IV.                                         | 3. NL – Jug                                 |                                             | 12.                                         | 16                                          | 30                                          | 10                                          | 7                                           | 13                                          | 31                                          | 44                                          | 37                                          |                                             |                                             |
| 2023./24.                                   | IV.                                         | 3. NL – Jug                                 |                                             | 13.                                         | 16                                          | 30                                          | 10                                          | 4                                           | 16                                          | 27                                          | 53                                          | 34                                          |                                             |                                             |
| 2024./25.                                   | IV.                                         | 3. NL – Jug                                 |                                             |                                             | 16                                          | 30                                          |                                             |                                             |                                             |                                             |                                             |                                             |                                             |                                             |

## Poznati igrači
- Ivo Šeparović, igrao sredinom 1980-ih za vrijeme kad je GOŠK-Jug bio možda najjači klub na hrvatskom jugu.

### Poznati igrači koji su ponikli u klubu
- Milan Petrović – Rico, igrao 1980-ih, odakle je prešao u Hajduk.
- Marinko Kurtela – igrač Hajduka i Dinama, s Dinamom prvak Jugoslavije, član glasovite generacije 1982. godine.
- Mario Bonić – ponikao u klubu, kasnije napadač Dinama, Salzburga i nekoliko grčkih klubova gdje je i danas skaut.
- Darko Miladin – bivši igrač Hajduka za sezonu 1998./99. dobio nagradu navijača Hajdučko srce.
- Ahmet Brković – karijeru je započeo u rodnom Dubrovniku, da bi se preko Varteksa probio do engleske druge lige, prvo do Leyton Orienta zatim do Luton Towna te na posljetku do Milwalla.
- Srđan Lakić – bivši mladi reprezentativac Hrvatske; ponikao u klubu, junior Hajduka, prvi strijelac 2. HNL u Hrvatskom dragovoljcu, odlična sezona u Kamen Ingradu, zatim prelazak u Herthu Berlin, potom i u Kaiserslautern, Wolfsburg, Hoffenheim, Frankfurt.
- Dario Marinović – jedan od glavnih igrača hrvatske malonogometne reprezentacije.
- Emir Spahić – kapetan nogometne reprezentacije BiH i igrač Bayera iz Leverkusena.
- Adnan Aganović – u klubu odigrao 2 sezone, zatim igrač nekoliko hrvatskih klubova, međuostalim Varteksa i Istre 1961, te slovenskog Brasova.
- Alen Peternac

## Vanjske poveznice
- Profil, HNS Semafor
- Profil, Nogometni magazin
- Profil, Soccerway